# 通江百合
通江百合（学名：[Lilium sargentiae] 错误：{{Lang}}：文本有斜体标记（帮助）），为百合科百合属下的一个种。产四川。生山坡草丛中，灌木林旁，海拔500-2000米。

## 扩展阅读
維基物種上的相關：通江百合